# Joachim Streisand
Joachim Streisand (* 18. Oktober 1920 in Berlin; † 6. Januar 1980 in Ost-Berlin) war ein deutscher Historiker.

## Leben

### Bis zum Ende des Zweiten Weltkriegs
Sein Vater Hugo Streisand betrieb im Westen Berlins eine Buchhandlung, die von bekannten Persönlichkeiten aus der Kunst, den Naturwissenschaften und der Schriftstellerei aufgesucht wurde. Sein Vater stand vor 1945 der Sozialdemokratie nahe und kannte u. a. Karl Kautsky, Eduard Fuchs und Dawid Borissowitsch Rjasanow (Dawid Borissowitsch Goldendach). Im Laufe der Jahre wandelte er seine Buchhandlung in ein wissenschaftliches Antiquariat um. Sein Vater verfasste auch Aufsätze wie über Ludwig Gall und die Gestalten der Geschichte der utopischen sozialen Konzeptionen. In diesem Umfeld wurde Joachim Streisand früh durch die Ansichten seines Vaters beeinflusst. Seine Schwester ist die Kirchenhistorikerin Rosemarie Müller-Streisand.
1938 erlangte Streisand das Abitur. Danach nahm er hauptsächlich ein Studium der Philosophie und Germanistik auf: von 1938 bis 1939 in Rostock, danach von 1939 bis 1942 in Berlin. Daneben hörte er auch noch Vorlesungen in den Fächern Romanistik, Anglistik, Psychologie, Kunstgeschichte und Geschichte. Weiterhin entwickelte er ein Interesse für Mathematik, Physik und absolvierte zusätzliche Prüfungen in der lateinischen und griechischen Sprache. Auch moderne Sprachen interessierten ihn, so dass er die englische und französische Sprache fließend sprechen konnte. Zudem eignete er sich Kenntnisse der schwedischen, italienischen und spanischen Sprache an. Später lernte er die russische Schriftsprache, um russische Texte selbständig lesen zu können.
Gemäß der Nürnberger Rassegesetze wurde er 1942 von der Universität vertrieben. Bei der Opta Radio AG arbeitete er von 1942 bis 1944 anfangs in Berlin, dann in Goldberg in Schlesien in einem Labor. 1944 wurde er in ein Zwangsarbeitslager nach Jena deportiert. Von dort flüchtete er im März 1945 nach Berlin und hielt sich dort versteckt bis Mai 1945 auf.

### Nachkriegszeit
Von Juni bis Dezember 1945 arbeitete er als stellvertretender Leiter des Schulamtes. Dann wechselte er an die Volkshochschule Berlin-Charlottenburg und hielt dort von 1946 bis 1948 Einführungsvorlesungen in den Fächern Philosophie, Soziologie und Probleme der Gesellschaftswissenschaften. Daneben leitete Streisand Arbeitskreise und -gemeinschaften über soziale und politische Bewegungen, die Französische Revolution, zu marxistischen Persönlichkeiten und zum dialektischen Materialismus. Seine eigenen Studien setzte er an der Universität Berlin fort und hörte Vorlesungen bei Alfred Meusel und Jürgen Kuczynski. Dabei wurde er Zeuge, wie es in Meusels Seminaren 1947 und 1948 zu großen politischen Disputen kam. Am Institut für Zeitgeschichte nahm er von September 1947 bis Juni 1948 eine Nebenbeschäftigung auf.
1946 wurde Streisand Mitglied im Kulturbund, im April 1948 trat er der SED bei, was zur Entlassung aus der Volkshochschule führte. 1950 konnte er eine Stellung als Lehrbeauftragter für Musikgeschichte am Staatlichen Konservatorium antreten, danach als Lehrer beim DEFA-Studio für Gegenwartskunde. 1951 konnte er an der Humboldt-Universität als wissenschaftlicher Hilfsassistent Vorlesungen der neueren deutschen Geschichte wie die deutschen Einigungsbestrebungen im 19. Jahrhundert und später zur deutschen Geschichte von 1789 bis 1871 abhalten.
1952 schrieb er seine Dissertation zum Thema Kritisches zur deutschen Soziologie, die sich hauptsächlich mit dem Soziologen Karl Mannheim beschäftigte. Die Gutachter dieser Arbeit waren Alfred Meusel und Heinz Kamnitzer. Die Arbeit und die mündlichen Prüfung konnte er mit der Bewertung summa cum laude abschließen. Da sein Betreuer Meusel zum Direktor des Museums für Deutsche Geschichte ernannt wurde, folgte Streisand ihm im Januar 1952 und übernahm als stellvertretender Leiter dort den historischen Zeitabschnitt von 1848 bis 1895. 1953 ernannte man ihn zum Abteilungsleiter. Weiterhin übernahm er Aufgaben im wissenschaftlichen Beirat der Wartburg. 1955 verließ er das Museum.
Von 1953 bis 1957 wirkte er in Zusammenarbeit mit Fritz Klein an der Redaktion der Zeitschrift für Geschichtswissenschaft (ZfG) mit, da er zu den Begründern dieser Fachzeitschrift gehörte. Dabei betreute er die Veröffentlichungen zur deutschen und westeuropäischen Geschichte bis zum Ende des 19. Jahrhunderts.
Von 1956 bis 1963 betätigte er sich als wissenschaftlicher Referent an der Akademie der Wissenschaften. Im Dezember 1962 hatte er seine Habilitationsschrift mit dem Thema Die deutsche Geschichtsschreibung in den politischen und ideologischen Auseinandersetzungen des 18. Jahrhunderts – Von der Frühaufklärung bis zur deutschen Klassik an der Martin-Luther-Universität Halle abgegeben. 1963 erhielt er an der Humboldt-Universität Berlin einen Lehrauftrag und wurde zum Direktor des Instituts für deutsche Geschichte ernannt. Von 1969 an lehrte er als ordentlicher Professor und übernahm als Direktor die neue Sektion Geschichte bis 1974. 1971/72 war er dort an der politisch motivierten Relegation und Maßregelung von 13 Studenten beteiligt.
Von 1968 an wirkte er als Präsident der Historiker-Gesellschaft der DDR, die vorher von Ernst Engelberg und Gerhard Schilfert geleitet wurde. Diese Stellung übernahm er für die nächsten zwölf Jahre bis zu seinem Ableben. Seit 1975 war Streisand Ordentliches Mitglied der Akademie der Pädagogischen Wissenschaften der DDR.
Seit 1945 war er mit der Schauspielerin Hildegard Lücke verheiratet, die später bei der Regie am Deutschen Theater zu Berlin mitarbeitete. Nach der Scheidung 1961 lebte er in einer Lebensgemeinschaft. 1969 wurde ihm der Nationalpreis der DDR verliehen.
Von 1958 bis 1980 war er als Inoffizieller Mitarbeiter mit Decknamen „Montag“ für das Ministerium für Staatssicherheit tätig.
Die Schriftstellerin Lea Streisand ist Streisands Enkelin.

## Schriften (Auswahl)
- Um die Einheit Deutschlands – Die Revolution 1848/49. Berlin 1953.
- Der Kampf von Marx und Engels für die demokratische Einigung Deutschlands. In: Zeitschrift für Geschichtswissenschaft (ZfG). Heft 2, 1953, S. 242.
- Bismarck und die deutsche Einigungsbewegung des 19. Jahrhunderts in der westdeutschen Geschichtsschreibung. In: ZfG. Heft 3, 1954, S. 349.
- Die Wartburg in der deutschen Geschichte. Berlin 1954.
- mit Fritz Klein (Hrsg.): Beiträge zu einem neuen Geschichtsbild. Zum 60. Geburtstag von Alfred Meusel. Berlin 1956.
- Deutschland von 1789 bis 1815. Von der Französischen Revolution bis zu den Befreiungskriegen und dem Wiener Kongreß. Berlin 1959; Neudruck 1981.
- Deutschland und Frankreich am Ende des 19. Jahrhunderts. In: Historische Forschungen in der DDR. Analysen und Berichte (= ZfG. Sonderheft), Berlin 1960.
- Deutschland 1789–1815 – Lehrbuch der deutschen Geschichte (Beiträge). Berlin 1961.
- als Hrsg.: Studien über die deutsche Geschichtswissenschaft. Band I: Die deutsche Geschichtswissenschaft vom Beginn des 19. Jahrhunderts bis zur Reichseinigung von oben. Berlin 1963; 2. Auflage, Berlin 1969.
- Geschichtliches Denken von der deutschen Frühaufklärung bis zur Klassik. Berlin 1964.
- Deutsche Geschichte in 3 Bänden. Band I: Von den Anfängen bis 1789. Band II: Von 1789 bis 1917 (Leiter des Autorenkollektivs), Berlin 1965.
- als Hrsg.: Die bürgerliche deutsche Geschichtsschreibung von der Reichseinigung von oben bis zur Befreiung Deutschlands vom Faschismus. Berlin 1965.
- Geschichtliches Denken – Von Der Deutschen Frühaufklärung bis zur Klassik. Berlin 1967.
- Lehrbuch der deutschen Geschichte (Beiträge). Band 6: Deutschland 1815–1849. Von der Gründung des Deutschen Bundes bis zur bürgerlich-demokratischen Revolution. Berlin 1967.
- Deutsche Geschichte in einem Band. Ein Überblick. Berlin 1968.
- als Hrsg.: Deutsche Geschichte. Band 3: Von 1917 bis zur Gegenwart. Berlin 1968.
- Deutsche Geschichte von den Anfängen bis zur Gegenwart – Eine marxistische Einführung. Köln 1970, 4. Aufl. 1983, mit Beitrag von Georg Fülberth.
- Geschichtsforschung und Geschichtsschreibung auf dem Wege zur sozialistischen Menschengemeinschaft. In: Helmut Meier, Walter Schmidt (Hrsg.): Geschichtsbewusstsein und sozialistische Gesellschaft. Berlin 1970.
- Kritische Studien zum Erbe der deutschen Klassik. Frankfurt am Main 1971.
- mit Jürgen Kuczynski: Parteilichkeit und Objektivität in der Geschichte. Berlin (West) 1972 (= Kategorien und Perspektiven der Geschichte. Reprint aus: Zeitschrift für Geschichtswissenschaft, Berlin 1956, 1957, 1958).
- Alfred Meusels Weg vom bürgerlich-demokratischen Soziologen zum marxistisch-leninistischen Historiker. In: ZfG. Heft 9, 1975, S. 1029.
- Über Begriffsbildung in den Geschichtswissenschaften. In: Wolfgang Küttler (Hrsg.): Probleme der geschichtswissenschaftlichen Erkenntnis. Berlin 1977.
- mit Jürgen John u. a.: Historischer Führer, Stätten und Denkmale der Geschichte in den Bezirken Erfurt, Gera, Suhl. Leipzig 1978.
- Frankreich im Geschichtsbild des deutschen Faschismus. In: Revue d'Allemagne. Heft 4, 1978, S. 528.
- Herders Geschichtsdenken. In: Walter Dietze (Hrsg.): Herder-Kolloquium 1978. Weimar 1980.
- Die historische Stellung von Johann Gottfried Herders Theorie menschlicher Kultur. In: ZfG. Heft 5, 1980, S. 415.
- Kultur in der DDR. Studien zu ihren historischen Grundlagen und ihren Entwicklungsetappen. Berlin 1981.
- mit Horst Bartel, Lothar Berthold, Helmut Bock, Ernst Diehl, Dieter Fricke, Heinz Heitzer, Joachim Hermann, Dieter Lange und Walter Schmidt: Deutsche Geschichte in zwölf Bänden. Berlin 1982.